# Bolitoglossa minutula
Bolitoglossa minutula is een salamander uit de familie longloze salamanders (Plethodontidae). De soort werd voor het eerst wetenschappelijk beschreven door David Burton Wake, Arden H. Brame en William Edward Duellman in 1973.

## Verspreiding en habitat
De salamander komt voor in delen van Midden-Amerika en leeft in de landen Costa Rica en Panama.
Bolitoglossa minutula leeft in de nevelwouden van de Cordillera de Talamanca op hoogtes tussen de 1500 en 2660 meter. Deze soort is nog vrij algemeen in geschikt habitat en in het gebied van Cerro Pando in Internationaal park La Amistad is het de algemeenste salamandersoort. Bolitoglossa minutula is behalve in La Amistad in 2012 ook waargenomen op twee locaties in Parque Nacional Volcán Barú, bij Sendero Los Quezales en Camp Mamecillos, en bij La Nevera aan de westelijke zijde van Cerro Santiago in Veraguas. Uit Costa Rica was de soort voorheen alleen bekend van de Pacifische flanken van de Cordillera de Talamanca, waaronder het reservaat van Las Tablas bij La Amistad. In 2016 werd Bolitoglossa minutula ook waargenomen bij Cerro Pat in het Caribische deel van La Amistad.

## Uiterlijke kenmerken
Bolitoglossa minutula heeft een gedrongen lichaam met zwemvliezen aan de vingers en tenen. De huid is meestal egaal donker van kleur. Sommige exemplaren hebben rode delen op de rug of witte vlekken op de kop. Bolitoglossa minutula heeft een lichaamslengte van ongeveer 35 millimeter.